# Ručnoglaveno arterijsko stablo
Ručnoglaveno arterijsko stablo (lat. truncus brachiocephalicus) je arterija koja se prva odvaja od luka aorte i dovodi krv u desnu ruku, glavu i vrat.
Ubrzo nakon što nastane stablo se grana na dvije glavne grane:
- desna zajednička arterija glave - lat. a. carotis communis dextra
- desna potključna arterija - lat. a. subclavia dextra

Ne postoji ručnoglaveno arterijsko stablo na lijevoj strani, jer se lijeva zajednička arterija glave i lijeva potključna arterija odvajaju izravno od luka aorte.
Ručnoglaveno arterijsko stablo odvaja se od aorte u razini druge desne rebrene hrskavice, a u razini gornjeg ruba zgloba između prsne i ključne kosti (lat. articulatio sternoclavicularis) prestaje, tj. dijeli se na desnu karotidu i desnu potključnu arteriju.